# Kanton Laval-Nord-Ouest
Der Kanton Laval-Nord-Ouest war von 1973 bis 2015 ein französischer Kanton im Arrondissement Laval, im Département Mayenne und in der Region Pays de la Loire.

## Geografie
Der Kanton lag im Zentrum des Départements Mayenne. Er grenzte im Norden und Osten an den Kanton Laval-Nord-Est, im Südosten an den Kanton Laval-Sud-Est, im Süden an den Kanton Laval-Sud-Ouest und im Westen an den Kanton Saint-Berthevin.

## Gemeinden
Der Kanton bestand aus einigen (nordwestlichen) Stadtvierteln der Stadt Laval. 

## Geschichte
Das Gebiet gehörte 1793–1801 zum Kanton Laval. Dieser wurde 1801 in die Kantone Laval-Ouest und Laval-Est geteilt. 1973 trennte die französische Regierung das Stadtgebiet noch weiter auf und der neue Kanton Laval-Nord-Ouest (sowie der Kanton Laval-Sud-Ouest) entstanden aus dem bisherigen Kanton Laval Ouest.